# Wijnroodmus
De wijnroodmus (Carpodacus vinaceus) is een zangvogel uit de familie van de Fringillidae (Vinkachtigen). De wetenschappelijke naam van het geslacht is voor het eerst geldig gepubliceerd in 1829 door Verreaux.

## Kenmerken
De wijnroodmus is 13 tot 16 cm lang. Vaak wordt de taiwanroodmus (C. formosanus) nog beschouwd als een ondersoort. Deze soort is gemiddeld het grootst. Het is een forse roodmus met een kegelvormig snavel en een zwarte, gevorkte staart. Het mannetje is bijna geheel wijnrood en donker karmijnrood. Van boven met onduidelijke donkere strepen en met een roze stuit. De oorstreek is donker gekleurd en de vogel heeft een roze wenkbrauwstreep die reikt tot de nek. De snavel en de iris zijn donker, bijna zwart. Het vrouwtje is minder opvallend van kleur, meer olijfbruin van boven donkerder dan van onder.

## Verspreiding en leefgebied
Deze soort komt voor in de Himalaya in westelijk China (zuidelijk Gansu en noordelijk Shaanxi tot Sichuan) en overwintert in Myanmar.
Het leefgebied is montaan struikgewas van de subalpine zone dat bestaat uit bamboebos of rhododendron of struikgewas tegen de boomgrens van naaldbos in het noorden van het verspreidingsgebied, op een hoogte tussen de 1830 en 3400 m (in Nepal tussen 3000 en 3200 m) boven de zeespiegel. 's Winters verblijven de vogels lager, tot 1065 m boven de zeespiegel.

## Status
De wijnroodmus en de taiwanroodmus worden als één soort beschouwd. Deze supersoort heeft een groot verspreidingsgebied en daardoor is de kans op de status  kwetsbaar (voor uitsterven) gering. Alleen de grootte van de populatie van de taiwanroodmus is gekwantificeerd. De vogel is betrekkelijk algemeen in geschikt habitat en er is geen aanleiding te veronderstellen dat de soort in aantal achteruit gaat. Om deze redenen staat de wijnroodmus als niet bedreigd op de Rode Lijst van de IUCN.